# Erica monsoniana
Erica monsoniana är en ljungväxtart som beskrevs av Carl von Linné d.y.. Erica monsoniana ingår i släktet klockljungssläktet, och familjen ljungväxter. Utöver nominatformen finns också underarten E. m. exserta.